# A66
La A66 o Autopista Tolosa - Barcelona és una autopista que pretén unir les ciutats de Tolosa i Barcelona travessant el Pirineu. Coincidix amb l'itinerari europeu   E-9 .

## Història
L'únic tram existent en l'actualitat és de 38 km entre l'A 61 a Vilafranca de Lauragués i la RN 20 a Pàmies, inaugurat el 2002.

## Futur
La RN 20 serà desdoblada des de Pàmies fins a Foix i Tarascon d'Arieja posteriorment fins a Puigcerdà a Catalunya i passarà a anomenarse A66. Enllaça amb la   C-16  i seguix cap a Barcelona

## Eixides actuals
|                      |                                                  |
| Eixida               | Nom                                              |
| Cruïlla d'autopistes | A61 Tolosa de Llenguadoc, Montpeller, Carcassona |
| 1                    | Auterive, Montgiscard, Nalhós                    |
| 2                    | Auterive, Mazères, Saverdun                      |
| 3                    | Pàmies                                           |
| 4                    | Tolosa de Llenguadoc per RD, Z.A. du Pic         |